# Viewlexx
Viewlexx – holenderska niezależna wytwórnia muzyczna założona w 1995 r. przez Ferenca E. van der Sluijsa.
Profil Viewlexx ukierunkowany jest na wydawanie muzyki elektronicznej z gatunków electro oraz odnowionego nurtu italo disco. Wydawnictwo to należy do jednego z tworzących scenę tzw. West Coast Electro Sound of Holland, czyli specyficznego odłamu electro pochodzącego z Holandii.

## Artyści związani z wytwórnią
- Alden Tyrell
- Duracel
- Electronome
- Freak Electrique
- I-F
- Novamen

## Pododdziały
- Holosynthesis
- Panama Records
- Murder Capital
- Top Secret/Test Series